# Jeanne Schmahl

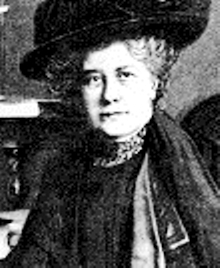
Jeanne Schmahl 1909

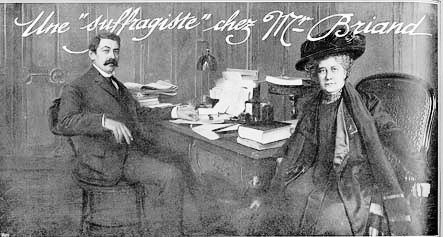
Jeanne Schmahl bei Aristide Briand, 1909

Jeanne Elizabeth Schmahl (* 30. Januar 1846 in Deptford; † 13. Mai 1915 in Paris) war eine französische Hebamme und Feministin, die sich in der politischen Arbeit für das Recht der Frauen, über ihr finanzielles Einkommen selbst zu bestimmen, das Zeugnisrecht und das Wahlrecht engagierte. Sie war 1909 die Gründerin der Union française pour le suffrage des femmes (Französische Union für das Frauenstimmrecht).

## Leben
Jeanne Elizabeth Archer wurde 1846 in Großbritannien als Tochter eines englischen Vaters und einer französischen Mutter geboren. Ihr Vater war Leutnant bei der britischen Marine. Sie studierte Medizin an der Edinburgh Medical School. Sie konnte sich ihren Abschluss jedoch nicht anerkennen lassen, da es gesetzlich nicht erlaubt war, Frauen einen solchen Abschluss zu verleihen. Über Sophia Jex-Blake (die einen wesentlichen Teil ihres Lebens damit verbracht hat, Frauen solche Abschlüsse zu ermöglichen) hatte Jeanne Archer bereits Kontakt zur Frauenbewegung in England. Sie ging nach Frankreich, um dort ihr Medizinstudium fortzusetzen und unterbrach dieses, als sie den Elsässer Henri Schmahl heiratete und 1873 die französische Staatsbürgerschaft annahm. Bis 1893 arbeitete sie als Hebammengehilfin. Unterstützt von ihrem Mann, lebte sie in recht komfortablen Verhältnissen in der Nähe des Parc Montsouris.
Sie war Mitglied der Liga für Menschenrechte, Freidenkerin und engagierte Feministin und starb 1915 nach einem Leben, in dem sie ihre Überzeugungen friedlich verteidigt hatte. Im Jahr 2007 feierte die französische Nationalversammlung den 100. Jahrestag des Schmahl-Gesetzes mit der Veröffentlichung einer umfassenden Broschüre, die die acht Schritte bis zu seiner Verabschiedung nachzeichnete.

## Frauenrechte
1878 wurde Jeanne Schmahl in von Maria Deraismes und dem Pfarrer Tommy Fallot geleiteten Gruppen aktiv. Sie trat der Liga für die Hebung der öffentlichen Moral bei, die sich auf die Probleme des Alkoholismus und der Pornographie konzentrierte. Sie schloss sich auch der Gruppe des Feministen Léon Richer an. Nachdem eine Angestellte entlassen worden war, weil sie ihren Arbeitgeber aufgefordert hatte, ihrem alkoholkranken Ehemann keinen Lohn zu zahlen, trat sie auch der von Maria Deraismes gegründeten Société pour l’amélioration du statut de la femme (Gesellschaft für die Verbesserung des Status der Frau) bei.
Schmahl befürwortete das britische Gesetz von 1882 über das Eigentum verheirateter Frauen und war der Ansicht, dass ein ähnliches Gesetz auch für französische Frauen gelten könnte. Sie hielt jedoch die Strategie der Gruppen um Léon Richer und Maria Deraismes, Religion und Politik mit feministischen Fragen zu verknüpfen, für falsch. Sie sah darin einen der Gründe für das Scheitern der Frauenbewegung in Frankreich und beschloss, sich stattdessen auf spezifische Fragen zu konzentrieren.

### Recht zur Zeugenaussage
Im Januar 1893 gründete Schmahl die Association Avant-Courrière, die in erster Linie das Recht der Frauen forderte, in öffentlichen und privaten Urkunden als gültige Zeuginnen anerkannt zu werden. In ihren Schriften machte sie deutlich, dass „der Code civil in Frankreich das einzige große Hindernis für die Emanzipation der Frauen ist“. Sie griff das Gesetzbuch nicht in seiner Gesamtheit an, wie es andere Gruppen bereits versucht hatten, sondern stückweise, beginnend mit den Einschränkungen für Frauen, die von den Konservativen am wenigsten verteidigt zu werden schienen.
Durch Mobilisierungskampagnen sollten Frauen der Mittel- und Oberschicht mit gemäßigten Ansichten gewonnen werden. Anne de Rochechouart de Mortemart, Herzogin von Uzès, und Juliette Adam schlossen sich der Avant-Courrière an. Jeanne Schmahl wurde auch von Jane Misme unterstützt, die einige Zeit später die Zeitschrift La Française gründete, sowie von Jeanne Chauvin, die später als erste Frau in Frankreich einen Prozess führte. Die Vereinigung, die eine gleichnamige Zeitschrift herausgab, wuchs auf 200 Mitglieder an. Sie wurde auch von Druckereien unterstützt, die kostenlos Plakate zur Mobilisierung herausgaben, die in Paris und in der Provinz ausgehängt wurden. Ein erster Erfolg stellte sich 1897 ein, als das französische Parlament und der Senat ein Gesetz verabschiedeten, das es Frauen erlaubte, als Zeuginnen auszusagen.

### Finanzielle Freiheit
Nach diesem ersten Erfolg verfolgte sie bald das zweite Ziel des Vereins, nämlich das Recht verheirateter Frauen, den finanziellen Ertrag ihrer Arbeit zu behalten und frei darüber zu verfügen. Nach intensiver Propagandaarbeit ihres Vereins Avant-Courrière brachte der Abgeordnete Léopold Goirand nach einigen Änderungen einen Gesetzentwurf ein, der in diese Richtung ging. Das Parlament nahm das Gesetz am 27. Februar 1896 an, aber der Senat verzögerte die Verabschiedung und brauchte elf Jahre, bis er am 20. März 1907 seinen Bericht vorlegte. Nach zwei weiteren Beratungen wurde das Gesetz im Juli 1907 verabschiedet. Jeanne Schmahl löste die Avant-Courrière auf, wie bei ihrer Gründung vorgesehen, nachdem sie ihre Ziele erreicht hatte. Dieses Gesetz, das oft als „Loi Schmahl“ bezeichnet wird, blieb jedoch für Paare ohne Ehevertrag unvollständig.

### Frauenwahlrecht
Jeanne Schmahl war seit 1901 Mitglied der Organisation Suffrage des femmes (Frauenwahlrecht) von Hubertine Auclert. Sie gründet 1909 eine neue Suffragettenorganisation, die Union française pour le suffrage des femmes. Ziel dieser Organisation war es, die Forderung nach dem Frauenwahlrecht auf ganz Frankreich auszudehnen, da sich der Kampf zu dieser Zeit noch auf die Pariser Region beschränkte.
Die Gründungsversammlung fand im Februar 1909 statt; an ihr nahmen 300 Frauen und feministische Persönlichkeiten teil. Jeanne Schmahl wurde zur ersten Präsidentin gewählt, Jane Misme zur Vizepräsidentin, Cécile Brunschvicg zur Generalsekretärin und Eliska Vincent, Feministin und Pionierin der gemischten Freimaurerei, zur Ehrenvizepräsidentin. Im April 1909 wurde die Union française pour le suffrage des femmes auf dem internationalen Kongress der Internationalen Frauenliga in London offiziell als Vertreterin der Suffragettenbewegung in Frankreich anerkannt. Obwohl sie ein nationales Ziel verfolgte, blieb die Organisation in Paris sehr aktiv. Schmahl konzentrierte sich in ihren Aktionen auf pazifistische Kampagnen und forderte die Frauen auf, zunächst das kommunale Wahlrecht einzufordern und für die Stadträte zu kandidieren.
1911 trat sie aus gesundheitlichen Gründen, vor allem aber wegen Differenzen mit Cecile Brunschvicg, die die Leitung des Vereins übernommen hatte, zurück. Jane Misme, eine enge Freundin von Jeanne Schmahl, unterstützte trotz ihres Rücktritts weiterhin die Forderungen der Frauen in ihrer Zeitschrift La Française. 1914 zählte der Verband 12.000 Mitglieder.

## Werke (Auswahl)
- La Question de la femme, May et Motteroz, 1894
- Le Préjugé de sexe, 1895
- L’avenir Du Mariage, L’Avant-Courriere, 1896;
- Progress of the Women’s Rights Movement in France, Forum, Philadelphia and New York, Nr. 22, September 1896, S. 88–89
- Deux petits discours: L’historique d’une loi 9193; Le foyer français, L’Avant-Courrière, 1898
- Économie domestique, C. Lamy, 1901
- Raisons biologiques et économiques de l’inégalité de la femme dans le travail, L’Avant-Courrière, 1905